# A Spell Inside

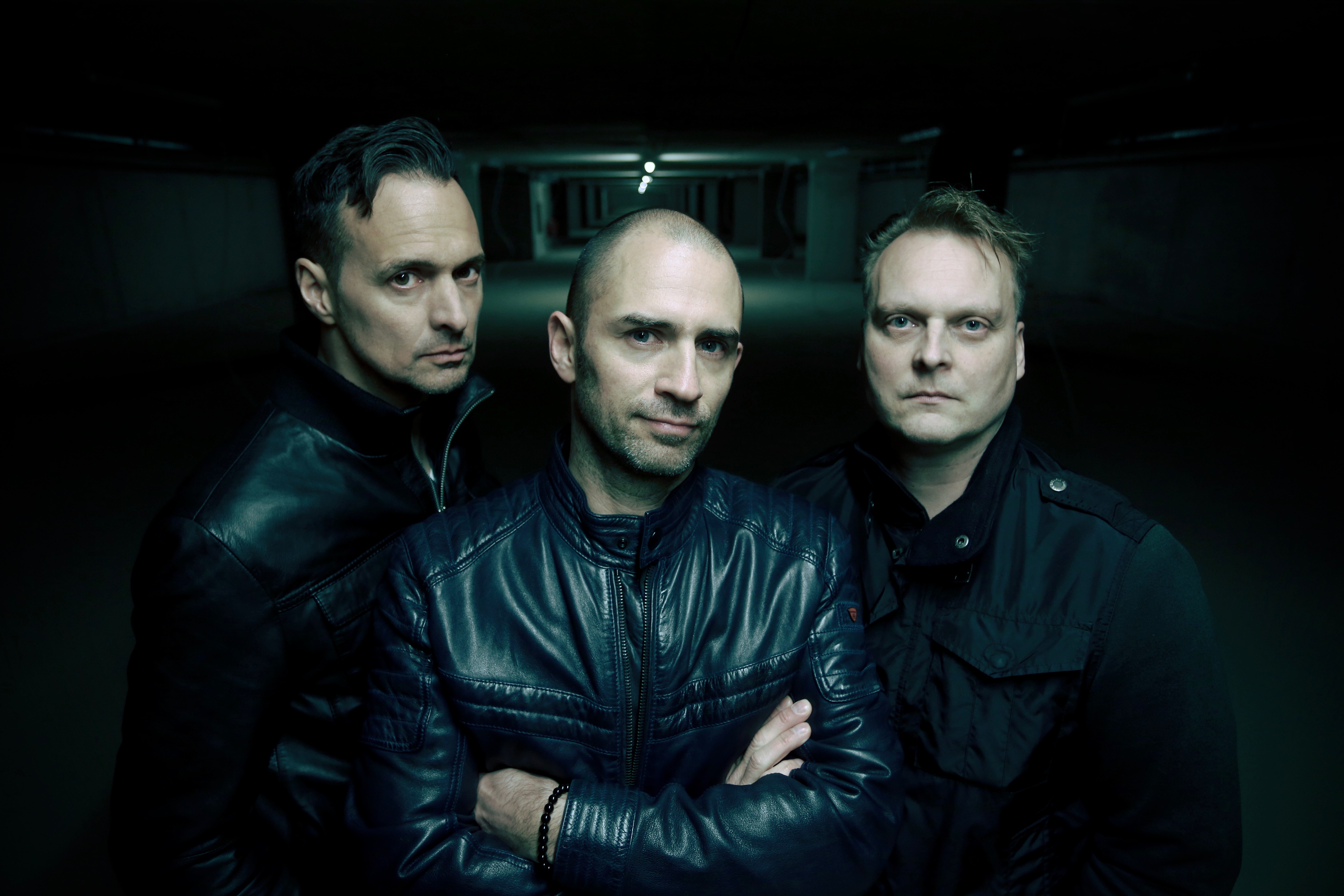
A Spell Inside 2019

A Spell Inside ist eine deutsche Electro-Pop-Band, die 1989 in Neuss von Sänger Michael „Mel Row“ Roeder und Peter „Pe Kirk“ Kirchmeyer gegründet wurde.

## Bandgeschichte
Im März 1990 stieß der Gitarrist Klaus Rodewig zur Band und bereicherte die bis dato rein elektronische Band um rockige als auch experimentelle Gitarren-Elemente. 1991 erschien das selbstproduzierte Demo The Wrong Spell, auf dem sich sechs Titel befanden, unter anderem auch We Turn to Grey, das spätere Titellied des ersten regulären Albums.
Im Jahr 1992 fanden die ersten Auftritte in Neuss und Umgebung statt, unter anderem mehrmals mit der Gothic-Rock-Band The Merry Thoughts. Im Sommer 1993 spielte die Band auf einem Open-Air-Festival bei Saarbrücken vor mehr als 800 Zuschauern. In den Jahren 1991 bis 1994 wurden weitere Demos mit dem Titel A Spell Inside und Revenge veröffentlicht und diverse Einsätze bei Radiostationen wie zum Beispiel Radio Marabou und dem WDR folgten.
1994 ging die Band mit Marvin Arkham, Co-Produzent von The Merry Thoughts, ins Tonstudio, um die erste CD zu produzieren. Sechs Lieder, ein Querschnitt der Jahre 1990 bis 1994, wurden aufgenommen. 1995 unterschrieb die Band einen Plattenvertrag bei Discordia und veröffentlichte die im Studio produzierte Debüt-Mini-CD Return to Grey. Im Anschluss daran folgte ein Konzert mit The Fair Sex und Dementia Simplex. Return to Grey enthält neben rein elektronischen Stücken mit „Carreer“ auch ein gitarrenlastiges Stück aus der Frühzeit der Band.
1996, nur ein Jahr später, erschien mit Visions from the Inside das erste Album der Band. Im selben Jahr trennten sich die Band und Rodewig aufgrund stärker werdender musikalischer Differenzen und die Band war fortan ein Duo. Ab diesem Zeitpunkt verpflichtete die Band für Konzerte dann immer befreundete Gastmusiker.
Im Jahr 1997 wurde eine Club-Tour durch Deutschland organisiert und die Maxi-CD Brothers kam auf den Markt. Allerdings ging ihr Label Discordia in Konkurs. Ab 1998 gab es nur noch vereinzelte Auftritte. Michael Roeder widmete sich mehr seiner zweiten Band Behind the Scenes.
Im Februar 2002 kehrte die Band nach längerer Pause wieder zurück und gab ein Konzert im ausverkauften Düsseldorfer Basement-Club. Weitere Konzerte in Lübeck und Zittau folgten. Ebenso erschien die Doppel-CD Stories from the Inside, auf der unveröffentlichte und teils rare Stücke wiederveröffentlicht wurden. Die CD erschien auf dem Label Triton. Im selben Jahr erschien das Album Hit. Die Zusammenarbeit mit Triton wurde nach dem Album wieder beendet, 2003 wechselte die Band zum Label Scanner/Dark Dimensions.
Mitte 2004 erschien das Album Vitalizer.
2008 wurde eine Best-of-CD mit dem Titel Essential – A Collection of Rare and Exclusive Tracks veröffentlicht.
Das Album Loginside erschien 2009. Es folgten einige Auftritte wie z. B. auf dem WGT in Leipzig, Düsseldorf, Oberhausen und Skandinavien. Nach zwei Jahren Studioarbeit erschien im Jahr 2014 Autopilot, das als ein Novum bis auf einen englischsprachigen Song ausschließlich mit deutschen Texten aufwartet. Es dauerte fünf Jahre, bis das nächste Album Masterplan fertig war, das im Juni 2019 endlich veröffentlicht und einen Tag nach Release auf dem Wave Gotik Treffen in der Moritzbastei Leipzig live präsentiert wurde. Am 21. Dezember 2019 feierte die Band ein Vinyl-Release-Konzert im Basement Club des Stahlwerks in Düsseldorf. Ein auf 100 Exemplare limitiertes 12"-Album mit individuellem handgefertigtem Cover des Düsseldorfer Künstlers Emil Schult.

## Stil
Inspiration der Band waren in den frühen Jahren Bands wie Human League und Depeche Mode. Michael Roeder zeichnet für den überwiegenden Anteil der Musik und Texte der Band verantwortlich. A Spell Inside verbinden eingängige Melodien, dynamische Basslinien und kraftvolle Beats zu einer Mischung aus Elektro, Pop und melancholischem Wave. Dabei verbindet man den Geist der frühen 80er mit den technischen Möglichkeiten von heute. Der Gesang von Michael Roeder prägt den Stil der Band.

## Diskografie
- 1995: Return to Grey (MCD)
- 1996: Visions from the Inside
- 1997: Brothers (MCD)
- 2000: Stories from the Inside (Doppel-CD)
- 2002: Hit
- 2004: Vitalizer
- 2008: Essential – A Collection of Rare and Exclusive Tracks
- 2009: Loginside
- 2014: Autopilot
- 2019: Masterplan
- 2019: Frei Sein 2020 (12" EP und digital Download)